# Moshé Katsav
Moshé Katsav (en hebreo: מֹשֶׁה קַצָּב) (Yazd, Irán, 5 de diciembre de 1945) es un político israelí que fue presidente del Estado de Israel entre 2000 y 2007. Pertenece al Likud, del que es representante histórico, y es un símbolo de la comunidad nacional-religiosa judía sefardí. Se retiró de sus funciones el 25 de enero de 2007 para afrontar distintos cargos criminales por agresiones sexuales a sus subordinadas. El 15 de julio de 2007 expiró su mandato presidencial, por lo que lo sustituyó Shimon Peres.

## Biografía
Nació en Yazd (Irán), el 5 de diciembre del año 1945, en el seno de una familia judía sefardí con la que en su niñez temprana emigró a Teherán, y, en 1951, a Israel. 
Con 6 años, asistió a La Aldea Juvenil Ben Shemen, un asentamiento agrícola con función de un Colegio Internado ubicado en el Centro de Israel, en el que permaneció internado hasta los 17 años. 
En 1962 ingreso a La Universidad Hebrea de Jerusalén, donde estudió Ciencias Políticas, y, tras graduarse en 1967, ingreso al Likud, donde escaló escaños hasta llegar a ocupar puestos como:
- Alcalde de Kiryat Mal'aji. (1974 - 1981).
- Ministro De Transporte. (22/12/1988 - 13/7/1992).
Para finalmente lograr un escaño en el Parlamento israelí, y asumir como primer ministro del país el 1 de agosto del año 2000, (cargo del que tuvo que deponer a causa de un escándalo público que dio fin a su carrera política).
Además de su carrera política, está casado desde 1969 con Gila Katsav, con quién tiene 5 hijos, (4 varones y una mujer), además de 2 nietos.

## Caso de acoso sexual y violación
En julio de 2006, Katsav se quejó ante el Fiscal General de Israel, Menachem Mazuz, de que una empleada lo estaba chantajeando. La investigación rápidamente se volvió contra Katsav, ya que la empleada, conocida como A (más tarde identificada como Orly Revivo) alegó ser víctima de agresiones sexuales. A, que trabajó con Katsav cuando era ministro de Turismo, afirmó que Katsav la violó dos veces y la acosó sexualmente de varias otras maneras. Katsav fue acusado de violar y acosar sexualmente a hasta diez mujeres. La policía allanó su casa y confiscó ordenadores y documentos el 22 de agosto. Se realizaron peticiones para que renunciara o fuera suspendido de su puesto como presidente. Katsav fue interrogado bajo amonestación el 23 de agosto.
El 7 de septiembre, al recibir quejas de al menos cuatro mujeres diferentes (según el corresponsal de asuntos policiales de la IBA), la policía de Israel determinó que tenía pruebas suficientes para presentar una acusación. Katsav no asistió a la ceremonia de juramento de Dorit Beinisch como presidenta de la Corte Suprema de Israel. El 13 de septiembre, el Comité de la Cámara de Representantes de la Knesset aprobó la solicitud de permiso de ausencia de Katsav. La ceremonia, que normalmente se celebra en la casa del presidente, se trasladó a la Knesset.
La policía dijo que siete mujeres habían testificado contra Katsav y que las acusaciones incluían "abuso de confianza, fraude y participación en escuchas telefónicas ilegales". El 18 de septiembre, el Fiscal General Mazuz declaró que la probabilidad de que Katsav fuera víctima de un complot era "bastante escasa". El 21 de septiembre, el número de denuncias aumentó a ocho.
El 15 de octubre de 2006, la policía dijo que las denuncias de cinco de las mujeres no serían tramitadas porque el plazo de prescripción había prescrito. El 29 de octubre, el fiscal general Menachem Mazuz recomendó a Katsav que dimitiera. Si bien negó las acusaciones, dijo que dimitiría si fuera acusado.
El 16 de octubre de 2006, después de varios meses de investigaciones, la policía israelí recomendó presentar cargos contra Katsav por los delitos de violación, agresión sexual, abuso de poder y fraude; acusaciones que Katsav negó. El 23 de enero de 2007, el fiscal general de Israel, Meni Mazuz, decidió que se le debía juzgar por violación, acoso sexual y abuso de poder, ya que había pruebas suficientes para una acusación formal. A mediados de 2007, Moshé Katsav renunció a su cargo presidencial, que Shimon Peres pasó a ocupar. 
Fue condenado por violar dos veces a una ayudante cuando era ministro de gabinete a fines de la década de 1990 y de agredir sexualmente a otras dos mujeres que trabajaban para él cuando era presidente.

### Juicio y condena
El 10 de noviembre de 2011, la Corte Suprema de Israel finalmente ratificó la condena de siete años de cárcel para Katsav por violación, acoso y obstrucción a la justicia. El veredicto se emitió ratificando la sentencia anterior que la Corte de Tel Aviv había dictado en marzo de 2011 y se descartó el recurso presentado por la defensa, por lo que Katsav entró en prisión el 7 de diciembre de 2011.
Tras cinco años de cárcel se benefició de un tercio de la reducción de condena y pudo salir de la cárcel.
En 2013 la asesora de prensa Odelia Karmon, una de sus víctimas de Katsav cuando era titular de Transportes de 1996 a 1998 publicó The Confidante en el que explicó la historia.
En 2023 la televisión israelí estrenó la miniserie Alef ficcionando el caso en cuya creación participó Odelia Karmon.